# Liste der Stolpersteine in Bollendorf
Die Liste der Stolpersteine in Bollendorf enthält alle 35 Stolpersteine und eine Gedenktafel, welche von Gunter Demnig in Bollendorf verlegt wurden. Sie sollen an die Opfer des Nationalsozialismus erinnern, die in Bollendorf ihren letzten bekannten Wohnsitz hatten, bevor sie deportiert, ermordet, vertrieben oder in den Suizid getrieben wurden.
Dazu liegt ein Stolperstein vor dem Anwesen Kirchstraße 32, der an die hier stehende Bollendorfer Synagoge, die während der Pogromnacht am 9. November 1938 zerstört wurde erinnern soll.
Hinweis: Die Liste ist sortierbar. Durch Anklicken eines Spaltenkopfes wird die Liste nach dieser Spalte sortiert, zweimaliges Anklicken kehrt die Sortierung um. Durch das Anklicken zweier Spalten hintereinander lässt sich jede gewünschte Kombination erzielen.
Anklicken des Bildes vergrößert das Bild.

## Liste der Stolpersteine
| Adresse                                            | Verlegedatum  | NS-Opfer                                | Inschrift                                                                                           | Bild | Kollektion                        |
| -------------------------------------------------- | ------------- | --------------------------------------- | --------------------------------------------------------------------------------------------------- | --- | --------------------------------- |
| Lindenstraße 2 · Bollendorf ·                      | 24. Juni 2016 | Adolf Steinberger Jg. 1876              | Flucht 1939 Luxemburg Interniert Fünfbrunnen Deportiert 1942 Theresienstadt Ermordet 1942 Treblinka | |                                   |
| Lindenstraße 2 · Bollendorf ·                      | 24. Juni 2016 | Marianne Steinberger geb. Levy Jg. 1874 | Flucht 1939 Luxemburg Interniert Fünfbrunnen Deportiert 1942 Theresienstadt Ermordet 1942 Treblinka | |                                   |
| Lindenstraße 2 · Bollendorf ·                      | 24. Juni 2016 | Herbert Plonsker Jg. 1898               | Flucht Luxemburg Deportiert 1941 Lodz/Litzmannstadt Ermordet 7.5.1942                               | |                                   |
| Lindenstraße 2 · Bollendorf ·                      | 24. Juni 2016 | Erna Plonsker geb. Steinberger Jg. 1908 | Flucht Luxemburg Deportiert 1941 Lodz/Litzmannstadt 1942 Chelmno/Kulmhof Ermordet                   | |                                   |
| Lindenstraße 2 · Bollendorf ·                      | 24. Juni 2016 | Irma Stern geb. Steinberger Jg. 1903    | Flucht 1939 Dominikanische Republik                                                                 | |                                   |
| Lindenstraße 2 · Bollendorf ·                      | 24. Juni 2016 | Isaak Stern Jg. 1895                    | Flucht 1939 Dominikanische Republik                                                                 | |                                   |
| Lindenstraße 2 · Bollendorf ·                      | 24. Juni 2016 | Arnold Adolf Stern Jg. 1933             | Flucht 1939 Dominikanische Republik                                                                 | |                                   |
| Lindenstraße 2 · Bollendorf ·                      | 24. Juni 2016 | Norbert Markus Stern Jg. 1927           | Flucht 1939 Dominikanische Republik                                                                 | |                                   |
| Lindenstraße 17 · Bollendorf ·                     | 24. Juni 2016 | Moritz Levy Jg. 1896                    | Flucht 1935 Luxemburg Deportiert 1941 Lodz/Litzmannstadt Ermordet 7.1.1945 Gross-Rossen             | |                                   |
| Lindenstraße 17 · Bollendorf ·                     | 24. Juni 2016 | Emilie Levy geb. Wolff Jg. 1896         | Flucht 1935 Luxemburg Deportiert 1941 Lodz/Litzmannstadt Ermordet                                   | |                                   |
| Lindenstraße 17 · Bollendorf ·                     | 24. Juni 2016 | Armand Levy Jg. 1925                    | Flucht 1935 Luxemburg Deportiert 1941 Lodz/Litzmannstadt Ermordet 29.9.1942                         | |                                   |
| Lindenstraße 17 · Bollendorf ·                     | 24. Juni 2016 | Josef Levy Jg. 1923                     | Flucht 1935 Luxemburg Deportiert 1941 Lodz/Litzmannstadt Ermordet 12.9.1942                         | |                                   |
| Neuerburger Straße 33 · Bollendorf ·               | 24. Juni 2016 | Esther Levy geb. Baum Jg. 1859          | Flucht Luxemburg Interniert Fünfbrunnen Deportiert 1943 Theresienstadt Ermordet 31.5.1943           | |                                   |
| Zwischen Abteihof · und Sauerstaden · Bollendorf · | 24. Juni 2016 | Daniel Abraham Levy Jg. 1890            | Deportiert 1942 Theresienstadt 1944 Auschwitz Ermordet                                              | Bild gesucht Der Benutzer GeorgDerReisende ( Diskussion ) wünscht sich an dieser Stelle ein Bild vom Ort mit diesen Koordinaten 49.851417 6.362474 . Motiv: Stolpersteine für Familie Levy Falls du dabei helfen möchtest, erklärt die Anleitung , wie das geht. BW |                                   |
| Zwischen Abteihof · und Sauerstaden · Bollendorf · | 24. Juni 2016 | Klara Levy geb. Levy Jg. 1886           | Deportiert 1942 Theresienstadt Ermordet 24.7.1943                                                   | |                                   |
| Zwischen Abteihof · und Sauerstaden · Bollendorf · | 24. Juni 2016 | Betty Levy verh. Goldschmidt Jg. 1920   | Flucht 1939 England                                                                                 | |                                   |
| Zwischen Abteihof · und Sauerstaden · Bollendorf · | 24. Juni 2016 | Adolf Levy Jg. 1926                     | Gedemütigt/Schikaniert Körperlich angegriffen Tot an den Folgen 8.3.1937                            | |                                   |
| Lindenstraße 10 · Bollendorf ·                     | 24. Juni 2016 | Daniel Levy Jg. 1880                    | Flucht 1938 Frankreich Überlebt                                                                     | Bild gesucht Der Benutzer GeorgDerReisende ( Diskussion ) wünscht sich an dieser Stelle ein Bild vom Ort mit diesen Koordinaten 49.851883 6.359061 . Motiv: Stolpersteine für Familie Levy Falls du dabei helfen möchtest, erklärt die Anleitung , wie das geht. BW | Gedenktafel am Haus Lindenstr. 10 |
| Lindenstraße 10 · Bollendorf ·                     | 24. Juni 2016 | Melanie Levy geb. Cahen Jg. 1882        | Flucht 1938 Frankreich Überlebt                                                                     | | Gedenktafel am Haus Lindenstr. 10 |
| Lindenstraße 10 · Bollendorf ·                     | 24. Juni 2016 | Irene Levy verh. Mayer Jg. 1911         | Flucht 1938 Frankreich Überlebt                                                                     | | Gedenktafel am Haus Lindenstr. 10 |
| Lindenstraße 10 · Bollendorf ·                     | 24. Juni 2016 | Martha Levy verh. Kristeller Jg. 1913   | Flucht 1938 Frankreich Überlebt                                                                     | | Gedenktafel am Haus Lindenstr. 10 |
| Bachstraße 4 · Bollendorf ·                        | 10. Mai 2017  | Karl Mayer Jg. 1857                     | Deportiert 1942 Theresienstadt Ermordet 18.11.1942                                                  | |                                   |
| Bachstraße 4 · Bollendorf ·                        | 10. Mai 2017  | Adelheid Mayer geb. Kahn Jg. 1863       | Deportiert 1942 Theresienstadt Ermordet 29.8.1942                                                   | |                                   |
| Bachstraße 4 · Bollendorf ·                        | 10. Mai 2017  | Siegfried Mayer Jg. 1890                | Flucht 1935 Luxemburg Deportiert 1941 Lodz/Litzmannstadt Ermordet 15.8.1942                         | |                                   |
| Bachstraße 4 · Bollendorf ·                        | 10. Mai 2017  | Delphine Mayer geb. Levy Jg. 1889       | Flucht 1935 Luxemburg Deportiert 1941 Lodz/Litzmannstadt 1942 Lodz/Litzmannstadt Ermordet 11.9.1942 | |                                   |
| Neuerburger Straße 38 · Bollendorf ·               | 10. Mai 2017  | Daniel Levy Jg. 1901                    | Flucht Luxemburg 1938 Deportiert 1941 Lodz/Litzmannstadt 1944 Auschwitz Befreit                     | |                                   |
| Neuerburger Straße 38 · Bollendorf ·               | 10. Mai 2017  | Ernestine Levy geb. Ermann Jg. 1898     | Flucht Luxemburg 1938 Deportiert 1941 Lodz/Litzmannstadt Ermordet 12.8.1944                         | |                                   |
| Neuerburger Straße 38 · Bollendorf ·               | 10. Mai 2017  | Ilse Levy Jg. 1925                      | Flucht Luxemburg 1938 Deportiert 1941 Lodz/Litzmannstadt 1944 Auschwitz Ermordet                    | |                                   |
| Neuerburger Straße 38 · Bollendorf ·               | 10. Mai 2017  | Günther Leopold Levy Jg. 1928           | Flucht Luxemburg 1938 Deportiert 1941 Lodz/Litzmannstadt 1944 Auschwitz Ermordet                    | |                                   |
| Neuerburger Straße 50 · Bollendorf ·               | 10. Mai 2017  | Max Mayer Jg. 1896                      | Flucht 1936 USA                                                                                     | |                                   |
| Neuerburger Straße 50 · Bollendorf ·               | 10. Mai 2017  | Hedwig Mayer geb. Kahn Jg. 1902         | Flucht 1936 USA                                                                                     | |                                   |
| Neuerburger Straße 50 · Bollendorf ·               | 10. Mai 2017  | Manfred Mayer Jg. 1928                  | Flucht 1936 USA                                                                                     | |                                   |
| Neuerburger Straße 50 · Bollendorf ·               | 10. Mai 2017  | Kurt Mayer Jg. 1933                     | Flucht 1936 USA                                                                                     | |                                   |
| Neuerburger Straße 66 · Bollendorf ·               | 10. Mai 2017  | Theresia Spang Jg. 1897                 | Eingewiesen 1927 Heilanstalt Andernach Ermordet 18.12.1944                                          | |                                   |
| Sauerstaden 4 · Bollendorf ·                       | 10. Mai 2017  | Sophie Levy Jg. 1883                    | Deportiert 1942 Izbica Ermordet                                                                     | Bild gesucht Der Benutzer GeorgDerReisende ( Diskussion ) wünscht sich an dieser Stelle ein Bild vom Ort mit diesen Koordinaten 49.851401 6.362388 . Motiv: Stolpersteine für Familie Levy Falls du dabei helfen möchtest, erklärt die Anleitung , wie das geht. BW |                                   |
| Sauerstaden 4 · Bollendorf ·                       | 10. Mai 2017  | Helene Levy Jg. 1888                    | Deportiert 1942 Izbica Ermordet                                                                     | |                                   |
| Burgstraße 15 · Bollendorf ·                       | 10. Mai 2017  | Johanetta Levy geb. Samuel Jg. 1857     | Deportiert 1942 Theresienstadt Ermordet 16.8.1942                                                   | |                                   |
| Burgstraße 15 · Bollendorf ·                       | 10. Mai 2017  | Moritz Levy Jg. 1900                    | Deportiert 1942 Izbica Ermordet                                                                     | |                                   |
| Burgstraße 15 · Bollendorf ·                       | 10. Mai 2017  | Klara Levy geb. Wolf Jg. 1898           | Deportiert 1942 Izbica Ermordet                                                                     | |                                   |